# 米爾科武爾鄉
45°39′N 27°15′E / 45.650°N 27.250°E
米爾科武爾鄉（羅馬尼亞語：Comuna Milcovul, Vrancea），是羅馬尼亞的鄉份，位於該國東部，由弗朗恰縣負責管轄，面積31平方公里，海拔高度33米，2002年人口3,547，人口密度每平方公里116人。